# Felix Messerschmid
Felix Messerschmid (* 14. November 1904 in Untertalheim bei Horb; † 15. März 1981 in München) war ein deutscher Geschichts- und Musiklehrer, Pädagoge und Bildungspolitiker.

## Leben
Messerschmid wurde in Untertalheim als Sohn eines Lehrers geboren. Von 1911 bis 1922 besuchte er ein Gymnasium in Ulm an der Donau. Nach seinem Studium in Tübingen und München und seinem Engagement für die Jugendbewegung, insbesondere mit Romano Guardini im Quickborn-Arbeitskreis auf Burg Rothenfels, arbeitete er von 1929 bis 1958 als Gymnasiallehrer, unterbrochen vom Kriegsdienst 1940 bis 1945. 1935 wurde er in Tübingen promoviert. Nach dem Zweiten Weltkrieg war er Mitbegründer und erster Direktor der Akademie für Erziehung und Unterricht in Calw. Von 1955 bis 1958 leitete er das Kepler-Gymnasium in Ulm. 1958 wurde er Direktor der Akademie für Politische Bildung in Tutzing und hatte dieses Amt inne, bis er 1970 in den Ruhestand ging.
Während dieser Zeit war er von 1953 bis 1965 Präsidialmitglied des Deutschen Ausschusses für das Erziehungs- und Bildungswesen, von 1953 bis 1964 Mitglied des Auswahlausschusses der Studienstiftung des Deutschen Volkes, seit 1954 Mitglied des Kuratoriums des UNESCO-Instituts für Pädagogik in Hamburg, von 1955 bis 1967 Vorsitzender des Verbandes der Geschichtslehrer Deutschlands sowie Vorstandsmitglied des Verbandes der Historiker Deutschlands, seit 1957 Mitglied des Wissenschaftlichen Beirates des Instituts für Jugendfragen in Bonn, von 1958 bis 1963 Mitglied des Beirates Innere Führung beim Bundesministerium der Verteidigung, seit 1963 Mitglied des Beirates des Instituts für Bildungsforschung in der Max-Planck-Gesellschaft, schließlich von 1970 bis 1979 Mitglied des Beirates der Bundeszentrale für politische Bildung.
In seinen vielfältigen Funktionen setzte er sich für eine Verstärkung der politischen Bildung und eine Verankerung des Faches Gemeinschaftskunde/Sozialkunde/Politik in der Schule ein, das neben dem Fach Geschichte in gegenseitiger Ergänzung bestehen sollte. Letztere behandle die Vergangenheit (res gestae), ersteres die Gegenwart (res gerendae), lautete seine Formel zur Unterscheidung.
Gemeinsam mit Karl Dietrich Erdmann war er 1950 Mitbegründer und bis 1980 Mitherausgeber der Zeitschrift Geschichte in Wissenschaft und Unterricht (kurz GWU). Auch begründete er 1959 die politikdidaktische Zeitschrift Gesellschaft – Staat – Erziehung.

## Ehrungen
- 1964: Bayerischer Verdienstorden
- 1978: Großes Verdienstkreuz der Bundesrepublik Deutschland[1]

## Werke
- Das Kirchenlied Luthers. Metrische und stilistische Studien. Dissertation Universität Tübingen 1935.

- Alte Wahrheit und neue Ordnung: Grundfragen der Erziehung und Bildung, Stuttgart 1946
- Die Bildungsaufgabe der höheren Schule in der heutigen Gesellschaft: Erwägungen zum Rahmenplan des Dt. Ausschusses für das Erziehungs- und Bildungswesen, München 1960